# Serie 9020 de CP
La Serie 9020 se refiere a un tipo de locomotora de tracción diesel eléctrica, que fue utilizada por la compañía de los Caminhos de Ferro Portugueses en las Líneas de Porto a Póvoa y Famalicão, Corgo, Túa y Guimarães.

## Historia
Una de las principales motivaciones de la operadora Caminhos de Ferro Portugueses para adquirir estas locomotoras se debió al hecho de ya poseer al servicio varias unidades motoras de la CP Serie 9000, de la misma constructora Alstom, de características semejantes; entraron todas en servicio en 1976, asumiendo los números 9021 a 9031. Para su transporte desde Irún, en España, hasta territorio portugués, fueron colocados, en estas locomotoras, bogies de vía ibérica, cuyos puntos de fijación todavía pueden ser encontrados en las puntas de estas unidades, junto a los enganches. Portugal fue, así, el primer país en Europa en utilizar estas locomotoras, del tipo AD12B. Debido a los buenos resultados de esta serie, la operadora española Ferrocarriles Españoles de Vía Estrecha encomendó a Alstom un modelo semejante, pero de mayor potencia, el AD16B, que daría lugar a la Serie 1600 de esta compañía. Otras diferencias de la versión española en relación con su congénere portuguesa fueron los equipamientos eléctricos, que fueron mejorados, las dimensiones, ligeramente superiores, y su estética.
Las locomotoras de la Serie 9020 remolcaron composiciones entre la estación de Porto-Trindade hasta Póvoa, en la Línea de Porto a Póvoa y Famalicão, y hasta Fafe, en la Línea de Guimarães, y en toda la extensión de las líneas de Túa y Corgo.

## Ficha técnica

### Características de explotación
- Entrada en servicio: 1976[4]
- Número de unidades: 11 (Números 9021 a 9031)[2]
- Fabricante: Alstom[1]
- Tipo de locomotora (constructor): AD12B (Alsthom Diesel de 12 cilindros con bogies de 2 ejes)[1]

### Datos generales
- Ancho de Via: 1000 mm[4]
- Disposición de ejes: Bo' Bo'[4]
- Tipo de tracción: Gasóleo (diesel) eléctrica[4]

### Motores de tracción
- Potencia total: 620 kW[4]
- Esfuerzo de tracción: 620 kW[4]
- Tipo: MGO V12[1]
- Fabricante: Société Alsacienne de Constructions Mécaniques[1]

### Características de funcionamiento
- Velocidad máxima: 70 km/h[4]